# Oasis
Oasis este o formație engleză de muzică rock, fondată în Manchester în 1991. Dezvoltată dintr-o formație predecesoare, "The Rain", trupa a fost fondată de către Liam Gallagher (voce), Paul Arthurs (chitară), Paul McGuigan (chitară bas) și Tony McCarroll (tobe), cărora li s-a alăturat imediat fratele mai mare al lui Liam, Noel Gallagher (chitară și voce). Oasis a vândut peste 60 de milioane de înregistrări în toată lumea, au avut opt piese numărul unu în topurile din UK și au câștigat cincisprezece Premii NME, cinci premii BRIT Awards, nouă premii Q Awards și patru premii MTV Europe Music Awards. În februarie 2007, Oasis a primit un premiu BRIT Awars pentru contribuția extraordinară adusă muzicii. Frații Gallagher sunt principalii compozitori ai trupei și singurii membri care nu au fost schimbați. Trupa a fost completată de către chitaristul Gem Archer, basistul Andy Bell și bateristul neoficial, Chris Sharrock.
Trupa s-a dezvoltat inițial cântând în rețeaua de cluburi din Manchester. Au semnat un contract la compania independentă de înregistrări Creation Records și au lansat în 1994 albumul lor de debut Definitely Maybe. Anul următor, trupa a înregistrat (What's the Story) Morning Glory (1995) altăuri de noul baterist Alan White, în același timp cu desfășurarea rivalităților față de semenii lor din topuri, trupa Blur. Frații Gallagher apăreau adesea în ziarele tabloid datorită disputelor lor și a stilului de viață agitat. În apogeul faimei lor, Oasis a lansat cel de-al treilea album, Be Here Now (1997), care a fost cel mai rapid vândut album din UK, dar care nu a mai fost vândut așa de bine după ceva timp. Trupa și-a pierdut doi vechi membrii, pe Paul McGuigan și pe Paul Arthurs și au văzut o serioasă decădere în popularitatea lor internațională între înregistrarea și lansarea albumelor Standing on the Shoulder of Giants (2000) și Heathen Chemistry (2002). În 2004 trupei i s-a alăturat bateristul de la The Who - Zak Starkey, înlocuindu-l pe Alan White, și formația a cunoscut o ”renaștere” în materie de succes și popularitate prin noul album Don't Believe the Truth (2005).
La sfârșitul lui august 2009, Noel Gallagher și-a anunțat retragerea din trupă. Deși nici un comunicat oficial nu a fost publicat de la despărțire până acum, Liam Gallagher a declarat într-un interviu pentru The Times că "Oasis nu mai există", dar mai târziu a spus că membrii rămași vor continua să înregistreze împreună, posibil păstrându-și numele de Oasis. În decembrie 2009, prezumtivul nou nume era Oasis 2.0, însă, în februarie 2010, Liam a confirmat că numele noii trupe nu va mai fi Oasis.
La 27 august 2024, frații Gallagher au anunțat pe rețelele de socializare că trupa se va reuni pentru o serie de concerte în 2025, turneul purtând numele Live '25 Tour.

## Istorie

### Formația și primii ani: 1991-1994
Oasis a evoluat dintr-o trupă numită The Rain, compusă din Paul McGuigan (chitară bas), Paul "Bonehead" Arthurs (chitară), Tony McCarroll (tobe) și Chris Hutton (voce). Nesatisfăcut de Hutton, Arthurs l-a audiționat pe Liam Gallagher ca înlocuitor. Liam a sugerat ca numele trupei să se schimbe în Oasis. Această schimbare a fost inspirată de un poster pentru turneul Inspiral Carpets pe care frații Gallagher îl aveau în dormitor. Una dintre străzile enumerate pe poster era Oasis Leisure Centre din Swidon. Oasis au cântat pentru prima oară în August 1991, la clubul Broadwalk din Manchester. Noel Gallagher, care era la drum cu Inspiral Carpets, a mers să își fată fratele mai mic și trupa cântând. Deși Noel Gallagher și prietenii săi nu credeau că Oasis cânta prea grozav, el s-a gândit să lanseze o serie de melodii scrise de el de-a lungul timpului prin intermediul trupei fratelui său.
Noel a abordat grupul despre posibilitatea ca el să devină compozitor și lider, plănuindu-și să de-a lovitura și să aibă succes comercial. "Avea o mulțime de lucruri scrise", își amintește Arhturs. "Când ni s-a alăturat, eram o trupă care făcea zgomot cu patru acorduri. Brusc, erau mult mai multe idei." Sub influența lui Noel Gallagher, Oasis și-au asumat o nouă abordare muzicală, bazată pe simplitate; Arthurs și McGuigan erau restricționați să cânte doar corzi libere și note bas esențiale, iar McCarroll să cânte ritmuri fundamentale, și amplificatoarele trupei au fost pornite pentru a crea distorsiuni. Oasis a creat un sunet "atât de lipsit de finețe și complexitate că suna aproape de neoprit".
După aproape un an de show-uri live, repetiții și înregistrări pentru o demonstrație așa cum trebuie, trupa a dat lovitura în mai 1993, când au fost luați în vizor de co-proprietarul Creation Records Alan McGee. Oasis au fost invitați să cânte la clubul King Tut's Wah Wah Hut din Glasgow, Scoția de către trupa numită Sister Lovers, care a împărțit cu ei sălile de repetiții. Oasis, alături de un grup de prieteni, au făcut rost de bani să închirieze o dubă și facă călătoria de șase ore până la Glasgow.
Când au ajuns, nu au fost lăsați să intre în club deoarece nu erau în programul din acea seară, ceea ce a determinat trupa să își facă intrarea cu forța (deși atât trupa cât și Alan McGee au dat declarații contrarii despre cum au reușit să intre în club în acea noapte). Au cântat în deschidere și l-au impresionat pe McGee, care era acolo în acea noapte pentru a-i vedea pe 18 Wheeler, una din trupele cu care colabora. McGee a fost atât de impresionat de ceea ce a văzut încât a semnat cu Oasis un contract pentru Creation peste patru zile. În ciuda problemelor cu un contract American, Oasis au semnat un contract cu Sony, care i-a oferit lui Creation licența pentru UK.

## Influențe
Mulți artiști și formații au citat Oasis ca influență sau inspirație, printre care The Killers, Arctic Monkeys, The Enemy, Elliott Smith, Lily Allen, Maroon 5,  The View, Hurts, Coldplay, The Strokes, The Coral, Ryan Adams, The Kooks, The Rifles, The Pigeon Detectives, Keane și Kasabian.

## Membrii formației
| Componența finală - Liam Gallagher – vocal, tambourine, chitară acustică (1991–2009, 2024-) - Noel Gallagher – chitară solo, vocal, chitară bas, clape (1991–2009, 2024-) - Gem Archer – chitară ritmică, chitară bas, armonică (1999–2009) - Andy Bell – chitară bas, chitară ritmică (1999–2009) - Chris Sharrock – baterie (live) (2008–2009) | Foști membri - Paul "Guigsy" McGuigan – bas (1991–1999) - Paul "Bonehead" Arthurs – chitară ritmică, chitară acustică, pian (1991–1999) - Tony McCarroll – baterie (1991–1995) - Alan White – baterie, percuție (1995–2004) - Zak Starkey – baterie (live și în studio) (2004–2008) |

## Discografie
Albume de studio
- Definitely Maybe (1994)
- (What's the Story) Morning Glory? (1995)
- Be Here Now (1997)
- Standing on the Shoulder of Giants (2000)
- Heathen Chemistry (2002)
- Don't Believe the Truth (2005)
- Dig Out Your Soul (2008)